# Hoornaarvlinder
De hoornaarvlinder (Sesia apiformis) is een insect uit de familie wesp- of glasvlinders (Sesiidae). Andere benamingen zijn horzelvlinder en wespvlinder.

## Beschrijving
De vlinder heeft een spanwijdte van 3-4 centimeter en lijkt op grotere wespensoorten als de Europese hoornaar (Vespa crabro). Dit wordt mimicry genoemd. De gelijkenis schrikt vijanden zoals vogels af. Vooral de kleuren lijken sterk op de wesp; een geel achterlijf met bredere en smallere zwarte dwarsbanden, twee wespachtige antennes en een zeer kort behaard achterlijf. Belangrijk onderscheid is dat de hoornaar een meer oranje kleur heeft, minder behaard is en een duidelijke wespentaille heeft. Vooral de vleugels van de hoornaarvlinder zijn goed aangepast; in tegenstelling tot de meeste andere vlinders ontbreken de meeste schubben waardoor het grootste deel van het vleugeloppervlak doorzichtig is. Ook de sterke adering zoals bij hoornaars gebruikelijk is ontbreekt niet. De wespentaille wordt nagebootst door een bruine driehoekige vlek voor het borststuk. Ondanks zijn uiterlijk is de hoornaarvlinder zoals alle vlinders volkomen weerloos.

## Levenswijze
De hoornaarvlinder behoort tot de nachtvlinders, maar is alleen overdag actief. Ook eet hij alleen als rups; eenmaal uit de pop wordt geen voedsel meer opgenomen. De vlinder vliegt maar zelden en wordt meestal op boomstammen aangetroffen. 

## Voortplanting
Eitjes worden gelegd op populieren of wilgen, omdat de larve enkel het blad van deze bomen eet. Omdat deze bomen vaak bij water groeien, wordt de volwassen vlinder vaak langs de waterkant gezien. De rups leeft twee jaar en overwintert voordat verpopping plaatsvindt. In juni en juli kan hij als imago worden gezien.

## Verspreiding en leefgebied
Deze soort komt voor in Europa en Azië.